# جایی که حقیقت دروغ می‌گوید
جایی که حقیقت دروغ می‌گوید (انگلیسی: Where the Truth Lies) فیلمی در ژانر درام به کارگردانی آتوم اگویان است که در سال ۲۰۰۵ منتشر شد.

## بازیگران
- کوین بیکن
- کالین فرث
- الیسون لومن
- ریچل بلانچارد
- دیوید هایمن
- مائوری چایکین
- آرسینه خانجیان
- دن مک‌کلر